# Smrčina (zámek)
Zámek Smrčina (německy Sorg) bylo sídlo ve stejnojmenné osadě tři kilometry severně od města Aše, mezi obcemi Podhradí a Krásná, v okrese Cheb, kraji Karlovarském. Zámek byl zbourán v roce 1963.

## Historie
Osada Smrčina je poprvé zmiňována v roce 1290. Tehdy jí získal od Rudolfa Habsburského jako léno zemský soudce Otto Machwitz z Vogtlandu. Někdy poté zde byla postavena tvrz, která se zde nacházela patrně až do 17. století, kdy zchátrala a byla zbourána. Později se Smrčina stala majetkem Neubergů z nedalekého Podhradí. 

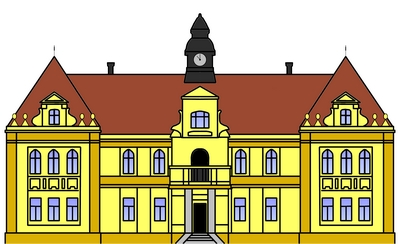
Přibližná podoba zámku v roce 1912

Od Neubergů získávají Smrčinu Zedtwitzové. Karel Josef Zedtwitz zde v roce 1690 postavil zámek, který se podle historických pramenů sestával povětšinou ze dřeva. Jednalo se o prostou obdélníkovou barokní budovu, která byla později zvednuta o jedno patro. Zedtwitzové z Podhradí využívali zámek jako letní sídlo. Okolo zámku bylo později vystavěno několik hospodářských budov a hospoda. V 18. století, během tzv. sedmileté války zde byly ubytovány císařské jednotky. Na přelomu 19. a 20. století byl zámek kompletně přestavěn do podoby jednokřídlové patrové budovy se třemi rizality. Prostřední rizalit byl na straně do zámeckých zahrad vybaven půlkruhovým balkonem.

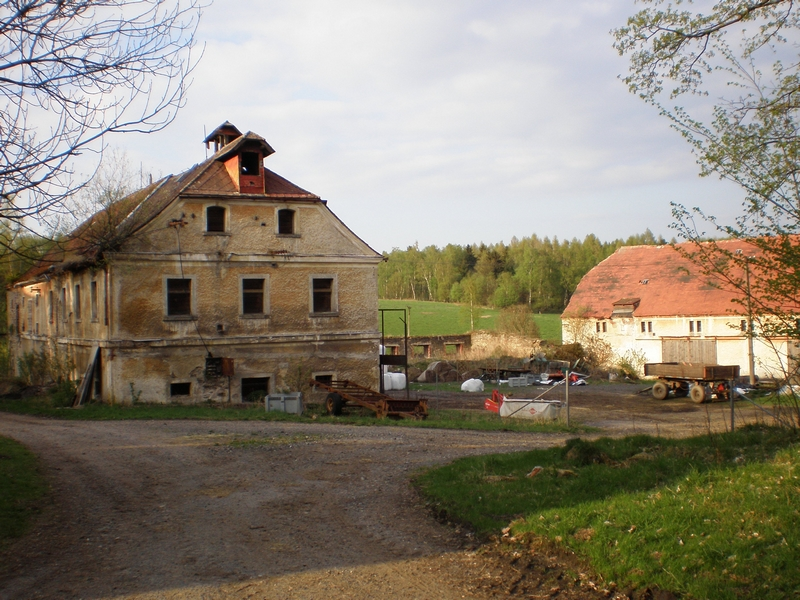
Chátrající hospodářský dvůr

Počátkem 20. století, kdy se Zedtwitzové dostali do finančních problémů, začal zámek postupně chátrat. Proto ho v roce 1911 prodali bohatému ašskému průmyslníkovi, Wilhelmu Fischerovi, který zámek zrekonstruoval a revitalizoval zámecké zahrady a přilehlou oblast. V té době bylo sídlo také nazýváno „klenotem rodiny Fischerů“. Po roce 1945, kdy byl zámek Fischerům odebrán, začal pustnout. Později byl využíván státními statky jako kanceláře a závodní jídelna. Státní statky však zámek vůbec neudržovaly, a ten se v 60. letech ocitl v tak katastrofálním stavu, že musel být v roce 1963 z bezpečnostních důvodů stržen. Dnes není po zámku již ani památky, a na jeho místě se nachází silážní jáma.